# 羅伯特·高登·華生
羅伯特·高登·華生（英語：Robert Gordon Wasson，1898年9月22日—1986年12月23日）是一位美國作家、民族真菌學家，以及摩根大通副總裁。在獨立研究的過程中，他對於民族真菌學、植物學與人類學領域做出貢獻。他所著作的數本書籍皆為自行出版，圖文並茂，但這些書籍為限量出版並已絕版。